# Arturo Rossato
Arturo Rossato (Vicenza, 17 giugno 1882 – Milano, 11 marzo 1942) è stato un giornalista, commediografo e librettista italiano.
Rossato è stato editore del Popolo d'Italia e del Secolo-Sera. Scrisse commedie in dialetto veneziano, tra le quali Nina no far la stupida (1922) e La biondina in gondoleta (1926) - entrambe in collaborazione con Gian Capo - ebbero un certo successo presso il pubblico. I suoi libretti d'opera sono stati messi in musica da Riccardo Zandonai (Giulietta e Romeo, I cavalieri di Ekebù), Franco Alfano (Madonna Imperia) e Francisco Mignone (L'innocente). Il suo archivio e la sua biblioteca sono conservati presso il Centro per gli studi sulla tradizione manoscritta di autori moderni e contemporanei dell’Università di Pavia.